# The End of the F***ing World
The End of the F***ing World je britský televizní seriál. Vychází ze stejnojmenného komiksu od Charlese S. Forsmana. První díl seriálu se poprvé vysílal ve Spojeném království na stanici Channel 4 dne 24. října 2017, zbylé díly vyšly ve stejný den na webové službě All 4. Seriál vešel do mezinárodní distribuce skrz Netflix dne 5. ledna 2018.
Seriál sleduje sedmnáctiletého chlapce Jamese (Alex Lawther), který si o sobě myslí, že je psychopat, a rebelující dívku Alyssu (Jessica Barden), která v Jamesovi vidí šanci, jak by mohla uniknout od svého bouřlivého domova. Od odvysílání seriál získal pochvalné recenze od kritiků, kteří vyzdvihli scénář, výkony Lawthera a Barden, a také to, jak seriál zpracoval nelehké téma. V srpnu 2018 byla objednána druhá série, která měla premiéru 4. listopadu 2019.

## Příběh
James je sedmnáctiletý chlapec, který si o sobě myslí, že je psychopat. Ve volném čase zabíjí zvířata, ale postupně ho to začne nudit. Rozhodne se, že chce zkusit zabít člověka. Svou pozornost zaměří na svou rebelující spolužačku Alyssu s mnoha vlastními problémy. Alyssa navrhne, aby společně utekli a dostali se tak od nudného života a James souhlasí s vidinou toho, že bude mít příležitost ji zabít. Vydají se na cestu po celé Anglii a po řadě peripetií se mezi nimi začne budovat vztah.

## Obsazení

### Hlavní role
| Alex Lawther        | James                                           |
| Jessica Barden      | Alyssa                                          |
| Gemma Whelan        | policistka Eunice Noon (1. řada)                |
| Wunmi Mosaku        | policistka Teri Darego (1. řada)                |
| Steve Oram          | Phil, Jamesův otec                              |
| Christine Bottomley | Gwen, Alyssina matka                            |
| Navin Chowdhry      | Tony, Alyssin nevlastní otec (1. řada)          |
| Barry Ward          | Leslie Foley, Alissin biologický otec (1. řada) |
| Jack Veal           | James jako dítě                                 |
| Holly Beechey       | Alyssa jako dítě                                |
| Naomi Ackie         | Bonnie (2. řada)                                |

### Vedlejší role
| Kierston Wareing | Debbie, Leslieho bývalá přítelkyně                   |
| Geoff Bell       | Martin, muž, který sveze Jamese a Alyssu autem       |
| Alex Sawyer      | Topher, muž, jehož Alyssa svádí                      |
| Jonathan Aris    | Dr. Clive Koch                                       |
| Eileen Davies    | Fiona, Clivova matka                                 |
| Earl Cave        | Frodo, zaměstnanec u benzinové pumpy                 |
| Felicity Montagu | vedoucí u benzinové pumpy                            |
| Alex Beckett     | Jonno, jeden z Leslieho zákazníků                    |
| Leon Annor       | Emil, muž, který dělá ochranku v obchodě s oblečením |
| Matt King        | policista Eddie Onslow                               |
| Kelly Harrison   | Jamesova matka                                       |
| Zerina Imsirovic | Alyssina nevlastní sestra                            |
| Josh Dylan       | Todd, Alyssin manžel (2. řada)                       |
| Alexandria Riley | Leigh, Gwenina sestra a Alyssina teta (2. řada)      |
| Florence Bell    | Iggy (2. řada)                                       |
| Tim Key          | majitel motelu (2. řada)                             |

## Seznam dílů

### První řada (2017)
| Č. v seriálu | Č. v řadě | Původní název | Režie                               | Scénář         | Premiéra ve VB     |
| ------------ | --------- | ------------- | ----------------------------------- | -------------- | ------------------ |
| 1            | 1         | Episode 1     | Jonathan Entwistle                  | Charlie Covell | 24. listopadu 2017 |
| 2            | 2         | Episode 2     | Jonathan Entwistle                  | Charlie Covell | 24. listopadu 2017 |
| 3            | 3         | Episode 3     | Jonathan Entwistle                  | Charlie Covell | 24. listopadu 2017 |
| 4            | 4         | Episode 4     | Jonathan Entwistle                  | Charlie Covell | 24. listopadu 2017 |
| 5            | 5         | Episode 5     | Jonathan Entwistle a Lucy Tcherniak | Charlie Covell | 24. listopadu 2017 |
| 6            | 6         | Episode 6     | Lucy Tcherniak                      | Charlie Covell | 24. listopadu 2017 |
| 7            | 7         | Episode 7     | Lucy Tcherniak                      | Charlie Covell | 24. listopadu 2017 |
| 8            | 8         | Episode 8     | Lucy Tcherniak                      | Charlie Covell | 24. listopadu 2017 |

### Druhá řada (2019)
| Č. v seriálu | Č. v řadě | Původní název | Režie            | Scénář         | Premiéra ve VB    |
| ------------ | --------- | ------------- | ---------------- | -------------- | ----------------- |
| 9            | 1         | Episode 1     | Lucy Forbes      | Charlie Covell | 4. listopadu 2019 |
| 10           | 2         | Episode 2     | Lucy Forbes      | Charlie Covell | 4. listopadu 2019 |
| 11           | 3         | Episode 3     | Lucy Forbes      | Charlie Covell | 4. listopadu 2019 |
| 12           | 4         | Episode 4     | Lucy Forbes      | Charlie Covell | 4. listopadu 2019 |
| 13           | 5         | Episode 5     | Destiny Ekaragha | Charlie Covell | 4. listopadu 2019 |
| 14           | 6         | Episode 6     | Destiny Ekaragha | Charlie Covell | 4. listopadu 2019 |
| 15           | 7         | Episode 7     | Destiny Ekaragha | Charlie Covell | 4. listopadu 2019 |
| 16           | 8         | Episode 8     | Destiny Ekaragha | Charlie Covell | 4. listopadu 2019 |